# Ubayd-Al·lah ibn Yahya ibn Khàqan
Abu-l-Hàssan Ubayd-Al·lah ibn Yahya ibn Khàqan —àrab: أبو الحسن عبيد الله بن يحيى بن خاقان, Abū l-Ḥasan ʿUbayd Allāh b. Yaḥyà b. Ḫāqān— fou un visir abbàssida.
Era fill d'un alt càrrec dels abbàssides de nom Yahya ibn Khàqan i fou secretari privat del califa Al-Mutawàkkil (847-861) fins que aquest el va nomenar visir (851), càrrec que feia uns anys estava vacant. Se li van donar poder per nomenar als principals càrrecs del govern i això li va permetre eliminar els seus potencials rivals. Fou tutor del príncep hereu i va encoratjar el califa en una política antialida. Assassinat Al-Mutawàkkil el 861, es va retirar de la política i es va exiliar a Barka (862) retornant a Bagdad el 867. El 870 en pujar al tron Al-Mútamid, aquest el va nomenar visir per segona vegada, càrrec que va exercir fins a la seva mort el 877.
El seu fill Abu-Alí Muhàmmad ibn Ubayd-Al·lah al-Khaqaní fou també visir.